# Більчинка (село)
Бі́льчинка —село в Україні, у Ізяславській міській громаді Шепетівського району Хмельницької області. Населення становить 93 особи (2025).
Село розташоване в центральній частині Ізяславської міської громади, на лівому березі річки Більчинки, за 10 км на захід від м. Ізяслав та за 109 км на північ від обласного центру.

## Історія
У 1906 році село Михнівської волості Ізяславського повіту Волинської губернії. Відстань від повітового міста 6 верст, від волості 7. Дворів 24, мешканців 123.
Протягом 1907–1917 років село у складі Заславського ключа Заславського майорату князів Санґушків.
7 (20) листопада 1917 року, відповідно до Третього Універсалу Української Центральної Ради, увійшло до складу Української Народної Республіки.
12 червня 2020 року, відповідно до розпорядження Кабінету Міністрів України № 727-р «Про визначення адміністративних центрів та затвердження територій територіальних громад Хмельницької області», увійшло до складу Ізяславської міської територіальної громади.
19 липня 2020 року, в результаті адміністративно-територіальної реформи та ліквідації Ізяславського району, село увійшло до складу новоутвореного Шепетівського району

## Відомі люди
- Герасимович Петро Сергійович — молодший лейтенант Збройних сил України, учасник російсько-української війни. Повний кавалер ордена «За мужність». Герой України.